# Élesztőgomba
Az élesztőgomba vagy sörélesztő (Saccharomyces cerevisiae) a sarjadzó- vagy élesztőgombák egy fajtája. A korai idők óta ez a legfontosabb élesztőfaj – a kenyérsütésnél és sörfőzésnél használják. Elsőként a szőlő héján izolálták (a sötét színű gyümölcsök – mint a szilva – bőrén megfigyelhető fehér rétegként, ahol a növény kutikulájának viaszanyagaiban él). Ez a legtöbbet tanulmányozott eukarióta modellszervezet a molekuláris és a sejtbiológiában. (A prokariótáknál az Escherichia coli a modellszervezet.) Ezt a mikroorganizmust alkalmazzák leggyakrabban a fermentációs eljárásokban. A Saccharomyces cerevisiae sejtjei lehetnek oválisak, gömbölyűek vagy körte alakúak. A sejtek 5–10 mikrométer átmérőjűek. Sarjadzással, más néven bimbózással szaporodik. Mint bármelyik Saccharomyces nemzetségbe tartozó gomba, a S. cerevisiae is képes levulózból, dextrózból és mannózból szén-dioxidot és alkoholt előállítani. A S. cerevisiae pluszban a galaktózt, szacharózt és maltózt is képes lebontani. A sejtek malátalében kisebbek és karcsúbbak.
Maga az élesztő fontos B-vitamin-forrás, azonban a B-vitaminok közül a B12-vitamint eredendően nem tartalmazza, mivel ennek előállítására csak néhány baktérium és archea képes, vagyis gomba – így az élesztőgomba – nem. Az élesztő B12-vitamin-tartalma mesterséges eredetű.

Az élesztőgomba őse többsejtű volt, azonban másodlagosan egyszerűsödött. 

## Közvetlen felhasználás a gyógyászatban
A Saccharomyces cerevisiae probiotikumként használatos emberekben és állatokban. A hozzáadott baktériumtörzset iparilag gyártják, és klinikailag gyógyszerként használják.
Számos klinikai és kísérleti vizsgálat kimutatta, hogy a S. cerevisiae var. boulardii kisebb vagy nagyobb mértékben hasznos számos gyomor-bélrendszeri betegség megelőzésére vagy kezelésére.  Mérsékelt minőségű bizonyítékok állnak rendelkezésre arra vonatkozóan, hogy az S. cerevisiae var. boulardii csökkenti az antibiotikumokkal összefüggő hasmenés kockázatát mind felnőtteknél és gyermekeknél és a Helicobacter pylori' eradikációs terápia mellékhatásainak kockázatát csökkenti. Egyes adatok alátámasztják a S. cerevisiae var. boulardii hatékonyságát az ún. utazási hasmenés megelőzésében (de nem kezelésében) és - legalábbis kiegészítő gyógyszerként - a felnőttek és gyermekek akut hasmenésének és a gyermekek tartós hasmenésének kezelésében.  Az allergiás nátha tüneteit is csökkentheti.
A S. cerevisiae var. boulardii fogyasztása általában biztonságosnak tekinthető. A klinikai vizsgálatokban a betegek jól tolerálták, és a mellékhatások aránya hasonló volt a kontrollcsoportokéhoz (azaz a placebo vagy kezelés nélküli csoportokéhoz). A klinikai vizsgálatok során nem számoltak be S. cerevisiae var. boulardii által okozott fungémiás esetről.
A klinikai gyakorlatban azonban beszámoltak a S. cerevisiae var. boulardii által okozott fungémia eseteiről. A gyengített immunitású vagy központi érkatéterrel rendelkező betegek különösen veszélyeztetettek. Egyes kutatók azt javasolják, hogy ilyen pácienseknél kerüljék az S. cerevisiae var. boulardii kezelésként való alkalmazását. Mások csak azt javasolják, hogy a kockázati csoportba tartozó betegeknél óvatosan kell alkalmazni ezt a szert.